# Kanton Port-Sainte-Marie
Kanton Port-Sainte-Marie (francouzsky Canton de Port-Sainte-Marie) je francouzský kanton v departementu Lot-et-Garonne v regionu Akvitánie. Tvoří ho 10 obcí.

## Obce kantonu
- Aiguillon
- Bazens
- Bourran
- Clermont-Dessous
- Frégimont
- Galapian
- Lagarrigue
- Nicole
- Port-Sainte-Marie
- Saint-Salvy